# Art of Rally
Art of Rally (stylisé comme art of rally) est un jeu de course développé et publié par Funselektor Labs. Le jeu est sorti le 23 septembre 2020 pour Windows, macOS et Linux. Les versions Xbox One, Xbox Series X/S et Nintendo Switch sont, elles, sorties le 12 août 2021. Le jeu est sorti sur PlayStation 4 et PlayStation 5 le 6 octobre 2021. Art of Rally se déroule pendant l'âge d'or du rallye, dans une chronologie alternative où le groupe B n'a jamais été interrompu. Les joueurs participent à des rallyes, débloquant des classes et des voitures au fur et à mesure de leur progression dans le jeu.
Art of Rally a reçu des critiques généralement favorables sur PC et Xbox, tandis que la version Switch a reçu des critiques mitigées.

## Système de jeu
Art of Rally est un jeu de course se jouant dans une perspective isométrique. Le jeu se déroule dans "l'âge d'or du rallye", avec des voitures de rallye de groupes tels que le groupe 2, le groupe B, le groupe A et le groupe S. Le jeu se déroule dans une chronologie alternative où le groupe B n'a jamais été interrompu. Art of Rally a un mode carrière et un monde libre. Le mode Carrière commence avec le groupe 2 et charge le joueur de terminer des épreuves de rallyes. Les joueurs débloquent de nouvelles classes de véhicules et de nouvelles voitures au fur et à mesure qu'ils progressent dans le mode carrière. Les voitures du joueur peuvent être endommagées, ce qui affecte leurs performances.
Le monde libre permet aux joueurs d'utiliser toutes les voitures précédemment déverrouillées et contient également des objets de collection à récupérer. Le jeu propose des événements en ligne, prenant la forme de défis quotidiens et hebdomadaires auxquels les joueurs peuvent participer.

## Développement
Dune Casu était en train de créer un prototype du jeu tout en travaillant sur les ports console d'Absolute Drift, mais le développement complet du jeu a commencé en 2017. Casu voulait utiliser ce qui fonctionnait dans Absolute Drift en affinant les commandes et en créant une expérience "plus grande, meilleure et plus puissante". Funselektor Labs a publié une bande-annonce pour Art of Rally le 15 mai 2019. Le jeu a été présenté à l'EGX 2019, montrant le contenu et le gameplay. Une démo publique gratuite du jeu est sortie sur PC le 27 mars 2020. Funselektor a ensuite publié une bande-annonce de gameplay le 19 août, présentant un nouveau système de gestion et de nouveaux véhicules.
Pendant le développement, Funselektor Labs s'est associé à la société de portage Do Games. Le jeu devait être lancé sur consoles en même temps que la version PC le 23 septembre 2020, mais n'a pas pu le faire en raison de la petite taille de l'équipe au début de 2020. Le développeur d'Art of Rally, Dune Casu, a déclaré que c'était un "gros effort" pour obtenir plus de développeurs et de producteurs "juste pour terminer la version PC". Cependant, Casu l'a qualifié de "bénédiction déguisée", permettant à l'équipe d'améliorer et de mettre à jour la version PC du jeu.
Selon Casu, les visuels du jeu étaient censés être une « prise minimaliste sur la nature. » Le jeu de puzzle 2016 The Witness a été une source d'inspiration pour Casu, le développeur déclarant qu'il était "épris" des couleurs et de la végétation du jeu.
Art of Rally est sorti pour la première fois sur Microsoft Windows, MacOS et Linux le 23 septembre 2020. Art of Rally est ensuite sorti sur Xbox One, Xbox Series X/S et Nintendo Switch le 12 août 2021,. Le jeu a également été ajouté à la bibliothèque du Xbox Game Pass le même jour. La version console d'Art of Rally comprenait une mise à jour qui ajoutait une carte se déroulant au Kenya. La mise à jour a par ailleurs ajouté plus de véhicules, de chansons et d'étapes. Les versions PlayStation 4 et PlayStation 5 d'Art of Rally sont sorties le 6 octobre 2021,.
Le 12 mai 2022, Serenity Forge a annoncé que le studio produirait des copies physiques du jeu pour PlayStation 4, PlayStation 5 et Nintendo Switch. Les versions physiques devraient sortir le 16 septembre de cette même année,. Le même jour, Funselektor Labs a publié une bande-annonce qui annonçait une mise à jour gratuite pour Art of Rally. La mise à jour ajoute six autres pistes se déroulant en Indonésie.

## Accueil
Art of Rally a reçu des critiques "généralement favorables" pour PC et Xbox Series X/S, selon l'agrégateur de critiques Metacritic,. La version Nintendo Switch a reçu des critiques "mitigées ou moyennes".
Martin Robinson d'Eurogamer a recommandé le jeu, le qualifiant de "brillamment jouable" et "d'un style saisissant". Robinson a fait l'éloge des visuels, des voitures et de la bande originale du jeu, qualifiant cette dernière de "décente".
Ollie Reynolds de Nintendo Life a attribué au jeu 8 étoiles sur 10, louant l'authenticité et le défi du gameplay, le style visuel et la variété du contenu du jeu. Cependant, Reynolds a estimé qu'il y avait eu des rétrogradations au niveau des graphismes notables et des problèmes de fréquence d'images sur la version Nintendo Switch.